# Маркель Сусаета
Маркель Сусаета (ісп. Markel Susaeta; нар. 14 грудня 1987, Ейбар) — іспанський футболіст, фланговий півзахисник австралійського клубу «Мельбурн Сіті».
Грав за національну збірну Іспанії.

## Клубна кар'єра
Народився 14 грудня 1987 року в місті Ейбар. Вихованець футбольної школи клубу «Атлетік Більбао».
У дорослому футболі дебютував 2005 року виступами за команду клубу «Басконія», в якій провів один сезон, взявши участь у 36 матчах чемпіонату. Більшість часу, проведеного у складі «Басконії», був основним гравцем команди.
Своєю грою за цю команду привернув увагу представників тренерського штабу клубу «Більбао Атлетік», до складу якого приєднався 2006 року. Відіграв за дублерів клубу з Більбао наступний сезон своєї ігрової кар'єри. Граючи у складі «Більбао Атлетіка» також здебільшого виходив на поле в основному складі команди.
До складу основної команди «Атлетік Більбао» почав залучатися 2007 року. Був основним гравцем команди з Більбао протягом дванадцяти сезонів, провівши за цей час понад 500 ігор в усіх турнірах. Протягом останніх років був капітаном баскської команди.
Залишивши рідну команду, 2019 року приєднався до японської «Гамба Осака», а в січні 2020 року уклав контракт з австралійським «Мельбурн Сіті».

## Виступи за збірні
У 2012 році провів свою першу і єдину офіційну гру у складі національної збірної Іспанії, в якій навіть відзначився забитим голом.

## Статистика виступів

### Статистика клубних виступів
Станом на 12 травня 2019
| Сезон                       | Команда                     | Чемпіонат                   | Чемпіонат | Чемпіонат | Національний кубок | Національний кубок | Національний кубок | Континентальні кубки | Континентальні кубки | Континентальні кубки | Інші змагання | Інші змагання | Інші змагання | Усього | Усього |
| Сезон                       | Команда                     | Ліга                        | Ігор      | Голів     | Ліга               | Ігор               | Голів              | Ліга                 | Ігор                 | Голів                | Ліга          | Ігор          | Голів         | Ігор   | Голів  |
| --------------------------- | --------------------------- | --------------------------- | --------- | --------- | ------------------ | ------------------ | ------------------ | -------------------- | -------------------- | -------------------- | ------------- | ------------- | ------------- | ------ | ------ |
| 2005–06                     | «Басконія»                  | ТД                          | 36        | 4         | -                  | -                  | -                  | -                    | -                    | -                    | -             | -             | -             | 36     | 4      |
| 2006–07                     | «Більбао Атлетік»           | СДБ                         | 36        | 3         | -                  | -                  | -                  | -                    | -                    | -                    | -             | -             | -             | 36     | 3      |
| 2007–08                     | «Більбао Атлетік»           | СДБ                         | 5         | 0         | -                  | -                  | -                  | -                    | -                    | -                    | -             | -             | -             | 5      | 0      |
| Усього за «Більбао Атлетік» | Усього за «Більбао Атлетік» | Усього за «Більбао Атлетік» | 41        | 3         |                    | -                  | -                  |                      | -                    | -                    |               | -             | -             | 41     | 3      |
| 2007–08                     | «Атлетік Більбао»           | ПД                          | 29        | 4         | КІ                 | 5                  | 2                  | -                    | -                    | -                    | -             | -             | -             | 34     | 6      |
| 2008–09                     | «Атлетік Більбао»           | ПД                          | 34        | 1         | КІ                 | 6                  | 0                  | -                    | -                    | -                    | -             | -             | -             | 40     | 1      |
| 2009–10                     | «Атлетік Більбао»           | ПД                          | 35        | 4         | КІ                 | 1                  | 0                  | ЛЄ                   | 9                    | 0                    | СІ            | 1             | 0             | 46     | 4      |
| 2010–11                     | «Атлетік Більбао»           | ПД                          | 28        | 1         | КІ                 | 3                  | 0                  | -                    | -                    | -                    | -             | -             | -             | 31     | 1      |
| 2011–12                     | «Атлетік Більбао»           | ПД                          | 38        | 6         | КІ                 | 9                  | 2                  | ЛЄ                   | 16                   | 5                    | -             | -             | -             | 63     | 13     |
| 2012–13                     | «Атлетік Більбао»           | ПД                          | 36        | 7         | КІ                 | 2                  | 0                  | ЛЄ                   | 8                    | 4                    | -             | -             | -             | 46     | 11     |
| 2013–14                     | «Атлетік Більбао»           | ПД                          | 38        | 6         | КІ                 | 5                  | 1                  | -                    | -                    | -                    | -             | -             | -             | 43     | 7      |
| 2014–15                     | «Атлетік Більбао»           | ПД                          | 31        | 1         | КІ                 | 8                  | 1                  | ЛЧ+ЛЄ                | 8+1                  | 1                    | -             | -             | -             | 48     | 3      |
| 2015–16                     | «Атлетік Більбао»           | ПД                          | 28        | 3         | КІ                 | 4                  | 0                  | ЛЄ                   | 13                   | 2                    | СІ            | 2             | 0             | 47     | 5      |
| 2016–17                     | «Атлетік Більбао»           | ПД                          | 26        | 1         | КІ                 | 3                  | 0                  | ЛЄ                   | 7                    | 0                    | -             | -             | -             | 36     | 1      |
| 2017–18                     | «Атлетік Більбао»           | ПД                          | 34        | 3         | КІ                 | 1                  | 0                  | ЛЄ                   | 13                   | 0                    | -             | -             | -             | 48     | 3      |
| 2018–19                     | «Атлетік Більбао»           | ПД                          | 22        | 1         | КІ                 | 3                  | 0                  | -                    | -                    | -                    | -             | -             | -             | 25     | 1      |
| Усього за «Атлетік Більбао» | Усього за «Атлетік Більбао» | Усього за «Атлетік Більбао» | 379       | 38        |                    | 50                 | 6                  |                      | 75                   | 12                   |               | 3             | 0             | 507    | 56     |
| 2019                        | «Гамба Осака»               | ДжЛ                         | 5         | 0         | КІ                 | 0                  | 0                  | -                    | -                    | -                    | КДжЛ          | 2             | 0             | 7      | 0      |
| січ.-черв.2020              | «Мельбурн Сіті»             | A                           | 0         | 0         | КА                 | 0                  | 0                  | -                    | -                    | -                    | -             | -             | -             | 0      | 0      |
| Усього за кар'єру           | Усього за кар'єру           | Усього за кар'єру           | 461       | 45        |                    | 50                 | 6                  |                      | 75                   | 12                   |               | 5             | 0             | 591    | 63     |

### Статистика виступів за збірну
| Дата       | Місто  | Господарі | Результат | Гості   | Турнір           | Голи | Примітки |
| ---------- | ------ | --------- | --------- | ------- | ---------------- | ---- | -------- |
| 14-11-2012 | Панама | Панама    | 1 – 5     | Іспанія | товариський матч | 1    |          |
| Усього     |        | Матчів    | 1         |         | Голів            | 1    |          |

| Дата       | Місто     | Господарі | Результат | Гості   | Турнір                             | Голи | Примітки |
| ---------- | --------- | --------- | --------- | ------- | ---------------------------------- | ---- | -------- |
| 12-10-2007 | Влоцлавек | Польща    | 0 – 2     | Іспанія | Кваліфікація молодіжного Євро-2009 | -    | 74'      |
| 5-2-2008   | Бенідорм  | Іспанія   | 2 – 0     | Франція | Товариський матч                   | -    | 46'      |
| 9-9-2008   | Паленсія  | Польща    | 0 – 2     | Іспанія | Кваліфікація молодіжного Євро-2011 | -    | 56'      |
| Усього     |           | Матчів    | 3         |         | Голів                              | 0    |          |

## Титули
- Володар Суперкубка Іспанії (1):

«Атлетік»: 2015